# L'Île-d'Elle
L'Île-d'Elle és un municipi francès situat al departament de Vendée i a la regió de País del Loira. L'any 2007 tenia 1.398 habitants.

## Demografia

### Població
El 2007 la població de fet de L'Île-d'Elle era de 1.398 persones. Hi havia 622 famílies de les quals 212 eren unipersonals (92 homes vivint sols i 120 dones vivint soles), 195 parelles sense fills, 179 parelles amb fills i 36 famílies monoparentals amb fills.
La població ha evolucionat segons el següent gràfic:
Habitants censats

### Habitatges
El 2007 hi havia 778 habitatges, 630 eren l'habitatge principal de la família, 94 eren segones residències i 54 estaven desocupats. 740 eren cases i 16 eren apartaments. Dels 630 habitatges principals, 476 estaven ocupats pels seus propietaris, 136 estaven llogats i ocupats pels llogaters i 18 estaven cedits a títol gratuït; 6 tenien una cambra, 43 en tenien dues, 112 en tenien tres, 212 en tenien quatre i 257 en tenien cinc o més. 419 habitatges disposaven pel capbaix d'una plaça de pàrquing. A 302 habitatges hi havia un automòbil i a 247 n'hi havia dos o més.

### Piràmide de població
La piràmide de població per edats i sexe el 2009 era:
| Homes | Edats   | Dones |
| ----- | ------- | ----- |
| 0     | 95 o +  | 0     |
| 4     | 90 a 94 | 4     |
| 0     | 85 a 89 | 24    |
| 8     | 80 a 84 | 16    |
| 48    | 75 a 79 | 44    |
| 24    | 70 a 74 | 44    |
| 32    | 65 a 69 | 16    |
| 28    | 60 a 64 | 16    |
| 56    | 55 a 59 | 60    |
| 48    | 50 a 54 | 36    |
| 48    | 45 a 49 | 40    |
| 44    | 40 a 44 | 48    |
| 52    | 35 a 39 | 32    |
| 32    | 30 a 34 | 52    |
| 24    | 25 a 29 | 32    |
| 36    | 20 a 24 | 28    |
| 60    | 15 a 19 | 44    |
| 72    | 10 a 14 | 44    |
| 32    | 5 a 9   | 32    |
| 40    | 0 a 4   | 36    |

## Economia
El 2007 la població en edat de treballar era de 872 persones, 606 eren actives i 266 eren inactives. De les 606 persones actives 557 estaven ocupades (318 homes i 239 dones) i 49 estaven aturades (15 homes i 34 dones). De les 266 persones inactives 115 estaven jubilades, 52 estaven estudiant i 99 estaven classificades com a «altres inactius».

### Ingressos
El 2009 a L'Île-d'Elle hi havia 634 unitats fiscals que integraven 1.473 persones, la mediana anual d'ingressos fiscals per persona era de 16.067 €.

### Activitats econòmiques
Dels 51 establiments que hi havia el 2007, 2 eren d'empreses alimentàries, 2 d'empreses de fabricació d'altres productes industrials, 10 d'empreses de construcció, 13 d'empreses de comerç i reparació d'automòbils, 2 d'empreses de transport, 3 d'empreses d'hostatgeria i restauració, 1 d'una empresa d'informació i comunicació, 4 d'empreses financeres, 3 d'empreses immobiliàries, 3 d'empreses de serveis, 5 d'entitats de l'administració pública i 3 d'empreses classificades com a «altres activitats de serveis».
Dels 18 establiments de servei als particulars que hi havia el 2009, 2 eren oficines bancàries, 2 tallers de reparació d'automòbils i de material agrícola, 1 paleta, 3 guixaires pintors, 1 fusteria, 1 lampisteria, 1 electricista, 2 empreses de construcció, 3 perruqueries i 2 restaurants.
Dels 4 establiments comercials que hi havia el 2009, 1 era una botiga de menys de 120 m², 1 una fleca, 1 una carnisseria i 1 una llibreria.
L'any 2000 a L'Île-d'Elle hi havia 22 explotacions agrícoles que ocupaven un total de 1.424 hectàrees.

## Equipaments sanitaris i escolars
L'únic equipament sanitari que hi havia el 2009 era una farmàcia.
El 2009 hi havia 2 escoles elementals. L'Île-d'Elle disposava d'un col·legi d'educació secundària amb 203 alumnes.

## Poblacions més properes
El següent diagrama mostra les poblacions més properes.